# Acer sericeum
Acer sericeum é uma espécie de árvore do gênero Acer, pertencente à família Aceraceae.